# Lijst van spelers van Be Quick
Dit is een lijst van voetballers die minimaal één officiële wedstrijd hebben gespeeld in het eerste elftal van de Nederlandse voormalig betaaldvoetbalclub Be Quick.

## A
- Gerrit Akkermans
- Paul Amara
- Herman van Asselt

## B
- János Bédl
- Klaas van den Berg
- Peter de Boer
- Jan Bolhuis
- Piet Boschma
- Joep Brandes
- Richard Brousek
- Buiter

## D
- Wim van Dalsum
- Frans Damen
- Fré van Donderen
- Eef Drommel
- Jan Duit
- Henk Duitsch

## E
- Chris Eimers
- Nico Engelander
- Gerard Ernens

## F
- Jan Fabels
- Herro Feenstra

## G
- Jelte Giezen
- Roel Greving
- Piet Groenewoud

## H
- Ap Hansems
- Tonny Hansems
- Dirk Huisman
- Frits Hutten

## J
- Piet Jager
- Wim de Jongh

## K
- Jan Kramer
- Klep Kuipers
- Ids Kwast

## L
- Kees van der Leij
- Klaas Lugthart
- Ton Lupker
- Jan Lurling
- Luttje

## M
- Lodewijk Martijn
- Herman Mengerink
- Fré Mensinga

## N
- Tinus Nijhoving
- Klaas Nuninga

## O
- Jacky Oldenstam
- Rob Oosterhuis
- Gerard Oosterloo

## P
- Bas Paauwe
- Jan Perdok

## R
- Dirk Roelfsema
- Henk Rozema

## S
- Geert Sannes
- Freek Schutten
- Bé Siekman
- Jenne Smit

## V
- Ru Vink
- Arie de Vroet

## W
- Johan Wieringa
- Dré Woest
- Johan de Wolf
- Henk Woppenkamp

## Z
- Simon Zoetebier
- Johan Zuur